# 诸骏仁
诸骏仁（1931年—2020年），男，江苏无锡人，中国心血管病专家，曾任上海医科大学教授、博士生导师，药典委员会委员。